# Rally Terra da Auga
El Rally Terra da Auga, oficialmente Xacobeo Rally da Auga, es una prueba de rally organizada por la escudería A.D.N. Motor, vinculada a Escudería La Coruña, desde 2014 en la comarca de Arzúa (Galicia, España). Es puntuable para la Copa de España de Rallyes de Tierra y anteriormente lo fue para el Campeonato de España de Rally de Tierra y el Súper Campeonato de España de Rally. Inicialmente llevó el nombre de Rally Concello de Curtis, luego pasó a Rally Terras do Mandeo y desde 2017 al nombre actual.

## Historia
En su primera edición se disputó en la localidad de Curtis donde el piloto local Amador Vidal se hizo con la victoria a los mandos del Volkswagen Polo N1, con una ventaja de más de dos minutos sobre Nil Solans que fue segundo con un Škoda Fabia S2000. El podio lo completó Juan Pablo Castro con un Subaru Impreza STi N15. Al año siguiente la prueba contó con la presencia del estonio Karl Kruuda que se impuso con clara ventaja con su Citroën DS3 R5, frente a Amador Vidal, esta vez segundo clasificado y Ángel M. Pérez Santos, tercero con un Mitsubishi Lancer Evo IX. En su tercera edición la organización realizó el primer cambio de nombre: rallye Terras do Mandeo. Xavi Pons, en su segunda participación, logró victoria con el Peugeot 208 N5, vehículo que repetiría triunfo en 2017 esta vez en manos José Antonio Suárez. Ese año la prueba cambiaría de nuevo el nombre a rally Terra da Auga, en referencia a la abundante presencia de la lluvia y pasó a celebrarse en el mes de mayo. En 2018 Pons logra su segunda victoria, esta vez con el Peugeot 208 T16 y al año siguiente la tercera con un Škoda Fabia R5, edición que fue además puntuable para el recién estreno Súper Campeonato de España.

## Palmarés
| Año  | Nombre                                 | Piloto              | Copiloto             | Automóvil              | Series      |
| ---- | -------------------------------------- | ------------------- | -------------------- | ---------------------- | ----------- |
| 2014 | 1.º Rally Concello de Curtis-La Coruña | Amador Vidal        | Francisco Lema       | Volkswagen Polo N1     | CERT        |
| 2015 | 2.º Rally de Tierra Concello de Curtis | Karl Kruuda         | Martin Järveoja      | Citroën DS3 R5         | CERT        |
| 2016 | 3.º Rally Terras do Mandeo             | Xavi Pons           | Xavier Amigò         | Peugeot 208 N5         | CERT        |
| 2017 | 4.º Rally Terra da Auga                | José Antonio Suárez | Cándido Carrera      | Peugeot 208 N5         | CERT        |
| 2018 | 5.º Rally Terra da Auga                | Xavi Pons           | Rodrigo Sanjuan      | Peugeot 208 T16        | CERT        |
| 2019 | 6.º Rally Terra da Auga                | Xavi Pons           | Rodrigo Sanjuan      | Škoda Fabia R5         | CERT, S-CER |
| 2020 | 7.º Rally Terra da Auga                | Nil Solans          | Claudi Ribeiro       | Škoda Fabia R5         | CERT, S-CER |
| 2021 | 8.º Rally da Auga-Camiño de Santiago   | José Antonio Suárez | Alberto Iglesias Pin | Škoda Fabia Rally2 evo | S-CER       |
| 2022 | 9.º Xacobeo Rally da Auga              | Xevi Pons           | Rodrigo Sanjuan      | Škoda Fabia Rally2 evo | Copa        |
| 2023 | 10.º Rally da Auga Comarca de Ordes    | José Antonio Suárez | Alberto Iglesias Pin | Škoda Fabia RS Rally2  | Copa        |